# Snapphaneklanen (singel)
Snapphaneklanen är reggae/hiphop/ragga-gruppen Svenska Akademiens första singel, släppt 2001.

## Låtlista
1. Snapphaneklanen
2. Sluta Stamma
3. Giriga Labbar